# 20427 Hjalmar
20427 Hjalmar è un asteroide della fascia principale. Scoperto nel 1998, presenta un'orbita caratterizzata da un semiasse maggiore pari a 3,1358569 au e da un'eccentricità di 0,1028013, inclinata di 24,02694° rispetto all'eclittica.